# L'allegro, il penseroso ed il moderato
L'Allegro, il Penseroso ed il Moderato (HWV 55) es una oda pastoral con música de Georg Friedrich Händel basada en la poesía de John Milton.

## Historia
Händel compuso la obra a lo largo del período de 19 de enero a 4 de febrero de 1740, y la obra se estrenó el 27 de febrero de 1740 en el Royal Theatre de Lincoln's Inn Fields. Uno de los libretistas de Händel, Charles Jennens, arregló dos poemas de Milton, L'Allegro e il Penseroso, entrelazándolos para crear tensión dramática entre los caracteres personificados de los poemas de Milton (L'Allegro o el "Hombre alegre" e il Penseroso o el "Hombre contemplativo").  Los primeros dos movimientos están formados por este diálogo dramático entre los poemas de Milton.  En un intento de unir los dos poemas en un solo "diseño moral", Jennens añadió un nuevo poema, "il Moderato", para crear un tercer movimiento, bastante más breve que los anteriores.
La obra tuvo éxito ya en su `primera representación. Durante el primer año se dieron cinco funciones. 
Michael O'Connell y John Powell ha publicado un análisis de la partitura de Händel del texto y su tratamiento musical.

## Personajes
- Soprano I
- Soprano II
- Alto (solo en algunas versiones)
- Tenor
- Bajo
- Coro

No hay personajes, no hay un "L'Allegro" o "Penseroso" concreto. El "drama" viene de los episodios alternados que representan los humores. Algunas versiones dan arias a diferentes solistas. Por ejemplo, la versión "da capo" del aria "Straight mine eye hath caught new pleasures" es cantada por una soprano (Gardiner, Solistas Barrocos Ingleses, Coro Monteverdi, 1980) pero la versión recitativa truncada es cantada por un bajo (Nelson. Ensemble Orchestra de Paris, 2000). También, todos los solistas cantan en la sección "il Moderato".

## Coreografía de danza
En 1988, Mark Morris coreografió una interpretación de baile para acompañar la música y poesía.